# Numoni Vala
Numoni Vala (en llatí Numonius Vala) va ser un militar romà que va viure entre els segles I aC i I.
Va ser legat de Quintili Var l'any 9. Dirigia la cavalleria en la batalla del bosc de Teutoburg. Va abandonar la infanteria, quan l'atac enemic es va fer insostenible i va fugir amb la cavalleria cap al Rin, però els fugitius van ser agafats pels germànics i Numoni Vala va morir a les seves mans.